# Anoplostethus roseus
Anoplostethus roseus är en skalbaggsart som beskrevs av Blanchard 1851. Anoplostethus roseus ingår i släktet Anoplostethus och familjen Rutelidae. Inga underarter finns listade i Catalogue of Life.